# Othämatom
Als Othämatom oder griechisch-lateinisch Haematoma auriculare, umgangssprachlich auch „Blutohr“, bezeichnet man eine Anschwellung des Ohres, die durch einen Bluterguss (Hämatom) zwischen Knorpelhaut und dem Knorpelgerüst der Ohrmuschel verursacht wird.

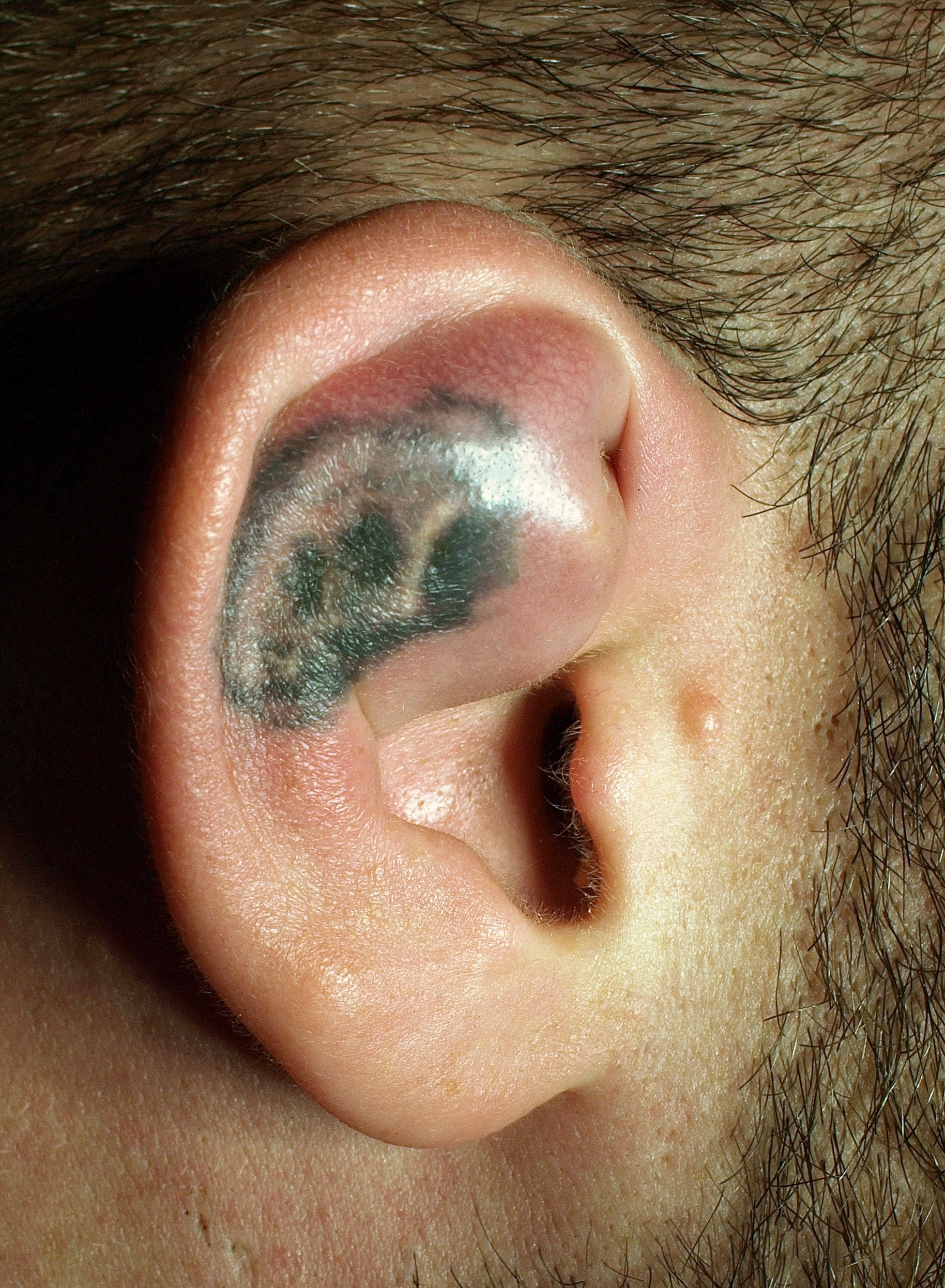
Ohrmuschelhämatom beim Menschen

## Ursache
Beim Menschen tritt die als Ohrhämatom bezeichnete Erkrankung häufig als Folge von Prellungen oder Zerrungen des Gewebes zum Beispiel bei Ringern und Boxern auf. In der Tiermedizin kennt man die Verletzung vor allem bei Haushunden; sie entsteht überwiegend traumatisch durch heftiges Kopfschütteln oder infolge einer Entzündung des äußeren Ohrs (Otitis externa).

## Symptome
Das Othämatom stellt sich in der Regel schmerzlos dar. Es zeigt sich ein praller, serös-blutiger Erguss zwischen der Knorpelhaut und dem Ohrknorpel an der vorderen Ohrmuschelseite mit Fluktuation.

## Behandlung

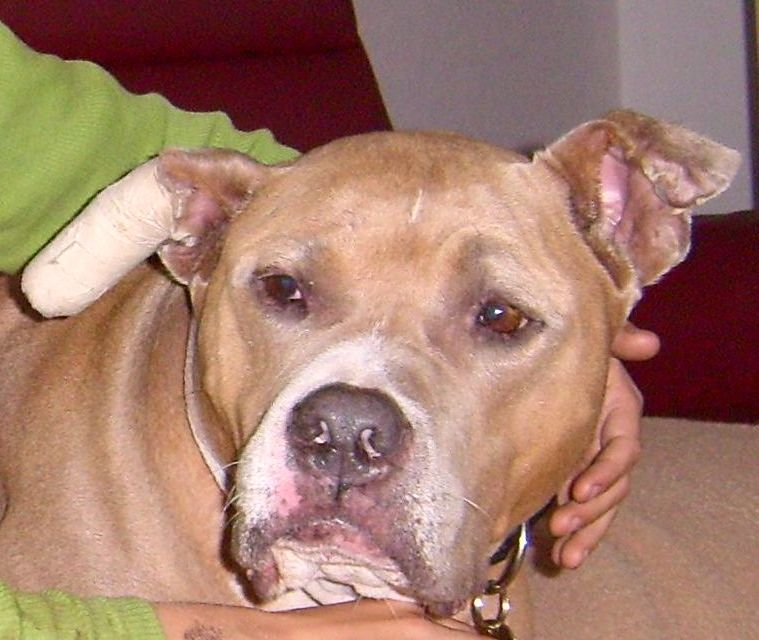
Hund mit akutem Blutohr (links im Bild), mit Druckverband versorgt und mit schlecht ausgeheiltem, deformiertem Blutohr (rechts im Bild)

### Humanmedizin
Ein Othämatom beim Menschen sollte punktiert werden, wobei eine Inzision ebenso möglich ist. Wegen der Gefahr einer Perichondritis ist dabei stets aseptisch vorzugehen. Neben der Anlage eines Druckverbands kann eine antibiotische Therapie erwogen werden.

### Tiermedizin
Bei Tieren mit geringer Ausprägung und frischem Hämatom kann eine konservative Therapie versucht werden, beispielsweise die systemische Behandlung mit Dexamethason und nach einigen Tagen die Punktion des Blutergusses, gegebenenfalls mit Instillation von Dexamethason in die Wundhöhle.

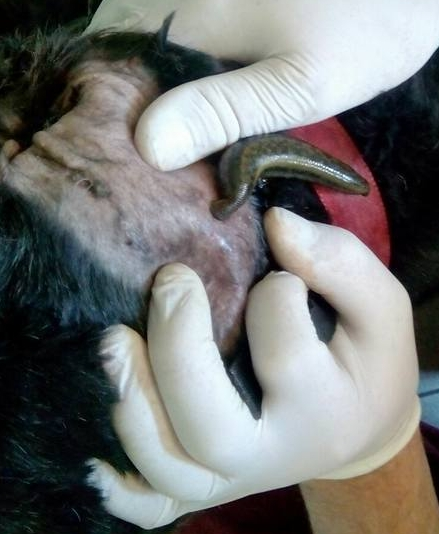
Blutegeltherapie eines Othämatoms

Ausgedehnte Hämatome müssen jedoch auch bei Tieren chirurgisch ausgeräumt werden, da sonst schwere Deformationen der Ohrmuschel durch bindegewebige Organisation des Hämatoms oder Knorpelerweichung entstehen  können (Blumenkohlohr). Hierzu wird die Haut in der Umgebung des Hämatoms geöffnet, wenn nötig der Ohrknorpel gefenstert und das Hämatom ausmassiert und gespült. Alternativ kann die Haut mit einer Hautstanze gefenstert werden. Anschließend werden komprimierende Tupfer oder spezielle Kompressen von beiden Seiten des Ohres angenäht, die für mindestens eine Woche Druck auf das Gewebe ausüben und zusammen mit einer Wunddrainage ein Wiederfüllen der Bluthöhle verhindern. Alternativ kann die Haut mit Nähten aus nichtresorbierbarem monofilen Nahtmaterial fest am Ohrknorpel adaptiert werden. Nach 10 bis 14 Tagen werden die Fäden gezogen. Eine antibiotische Absicherung ist üblich. Eine weitere Behandlungsoption ist das Einlegen einer Drainage mit anschließendem Kopfverband. Das Anbringen von kleinen Einschnitten mit einem Kohlendioxidlaser mit gleichzeitiger Aktivierung der Anheftung der Ohrhaut ist ebenfalls beschrieben. Alternativ kann auch eine mehrmalige Behandlung mit Blutegeln in Erwägung gezogen werden.
Sowohl bei konservativer als auch chirurgischer Behandlung müssen eventuelle Primärursachen wie Otitis externa oder Allergien beseitigt werden.